# USS Idaho (BB-42)
USS Idaho (BB-42), det sista slagskeppet i New Mexico-klassen, var det fjärde fartyget i den amerikanska flottan som namngavs efter den 43:e delstaten. Hon var det tredje av totalt tre fartyg i klassen. Hon byggdes av New York Shipbuilding Corporation i Camden, New Jersey, sjösattes i juni 1917 och togs i bruk i mars 1919. Hon var beväpnad med ett batteri av tolv 35,6 cm kanoner trippelmonterade i fyra torn och skyddades av kraftigt pansar, där huvudbältespansaret var 343 mm tjockt.
Idaho tillbringade större delen av 1920- och 1930-talen i Stillahavsflottan där hon genomförde rutinmässiga övningar. Liksom sina systerfartyg moderniserades hon i början av 1930-talet. I mitten av 1941, innan USA gick in i andra världskriget, skickades Idaho och hennes systerfartyg för att ansluta sig till neutralitetspatrullerna som skyddade amerikansk sjöfart under slaget om Atlanten. Efter Japans angrepp på Pearl Harbor den 7 december 1941 skickades Idaho till Stilla havet, där hon understödde amfibieoperationer i Stilla havet. Hon besköt japanska styrkor under slaget om Gilbert- och Marshallöarna, Peleliu, Iwo Jima och Okinawa.
Idaho var ett av de fartyg som befann sig i Tokyobukten när Japan formellt kapitulerade den 2 september 1945. När kriget var över togs fartyget ur tjänst i juli 1946 och såldes som skrot i november 1947.

## Design
Idaho var 190 meter långt och hade en bredd på 29,69 meter och ett djupgående på 9,1 meter. Hon hade ett deplacement på 32 514 ton och upp till 33 530 ton vid fullast. Fartyget drevs av fyra Curtis-ångturbiner och nio oljeeldade Babcock & Wilcox-pannor med en nominell effekt på 32 000 hästkrafter (24 000 kW), vilket gav en toppfart på 21 knop (39 km/h). Fartyget hade en räckvidd på 8 000 nautiska mil (15 000 km) vid en hastighet på 10 knop (19 km/h). Besättningen bestod av 1 084 officerare och värnpliktiga. Fartyget hade två fackverksmaster. Huvudpansarbältet var 343 mm tjockt, medan huvudpansardäcket var upp till 89 mm tjockt.
Fartyget var beväpnat med ett huvudbatteri med tolv 35,6 cm/50-kalibriga kanoner i fyra trippeltorn på mittlinjen, placerade i par framför och bakom överbyggnaden. Till skillnad från tidigare amerikanska slagskepp med trippeltorn kunde varje eldrör höjas oberoende av varandra. Det sekundära batteriet bestod av fjorton kanoner av kaliber 12,7 cm/51 som var monterade i enskilda kasematter grupperade på överbyggnaden mittskepps. Initialt var fartyget utrustat med tjugotvå stycken, men erfarenheterna i Nordsjön under första världskriget visade att de extra kanonerna skulle ha varit oanvändbara i allt annat än lugna förhållanden. Som ett resultat av detta togs dessa kanoner bort. Det sekundära batteriet utökades med fyra 7,6 cm kanoner. Utöver sin kanonbeväpning var Idaho också utrustad med två torpedtuber på 53,3 cm, monterade nedsänkta i skrovet, en på varje sida.

### Modifieringar
Idaho moderniserades kraftigt i början av 1930-talet. Hennes ursprungliga turbiner ersattes med nya växlade modeller som tillverkades av Westinghouse, och hon fick sex pannor som konstruerats av Bureau of Engineering. Detta förbättrade hennes prestanda till en topphastighet på 22 knop (41 km/h) från 40 000 axelhästkrafter (30 000 kW). Hennes beväpning reviderades också och huvudbatteriets kanoner modifierades så att de kunde höjas upp till 30 grader, vilket avsevärt förlängde kanonernas räckvidd. Två av 12,7 cm sjömålskanonerna togs bort och åtta luftvärnskanoner av kaliber 12,7 cm/25 installerades. Hon fick ytterligare ett 51 mm bepansrat däck, och hennes undervattensskydd förbättrades. Båda fackverksmasterna togs bort; en tung tornbro byggdes i stället för förmasten och en lätt mast uppfördes i stället för huvudmasten. Genom dessa ändringar ökade hennes deplacement kraftigt, till 33 960 ton i standardutförande och 36 737 ton vid full last. Besättningen ökade betydligt, till 1 443 personer.
Under en ombyggnad från den 14 oktober till den 28 december 1942 fick Idaho ett nytt luftvärnsbatteri med tio fyrdubbla Bofors 40 mm automatkanoner och fyrtiotre 20 mm Oerlikon-kanoner, även om Oerlikon-kanonerna lades till i etapper. När ombyggnaden avslutades hade hon endast sexton av dem, med ytterligare elva som lades till i januari 1943 och de återstående sexton lades till i februari. Från den 22 oktober 1944 till den 1 januari 1945 fick Idaho ytterligare en större ombyggnad, som innebar att tio kaliber 12,7 cm/38 allmålskanoner installerades i individuella fästen i stället för de gamla 12,7 cm/25-kalibriga kanonerna. Hon fick också nya Mark 8-radarsystem för sitt huvudbatteris eldledningssystem.

## Tjänstgöring

### Mellankrigstiden

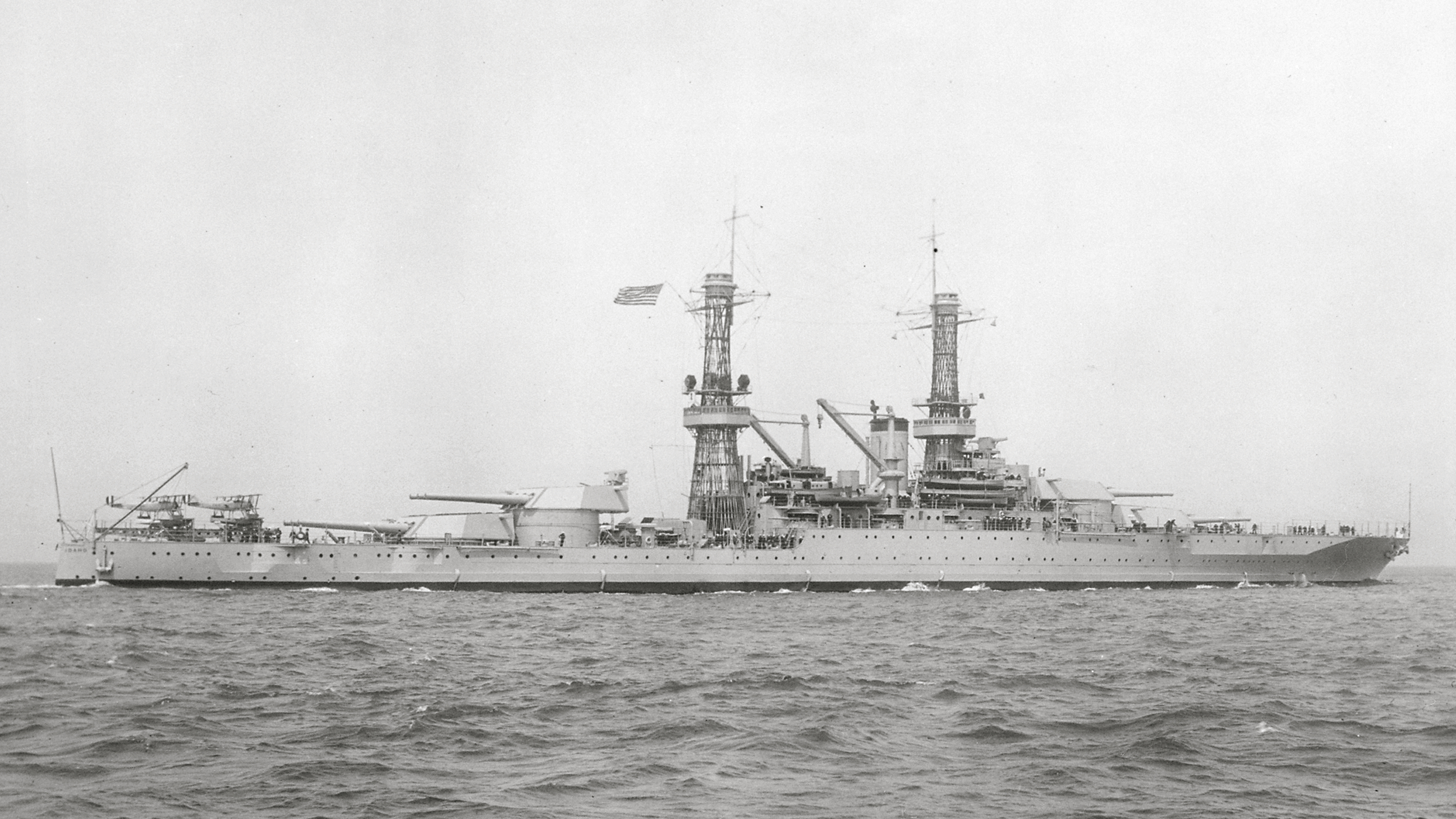
USS Idaho 1927

Idaho kölsträcktes den 20 januari 1915 på New York Shipbuilding Corporation i Camden, New Jersey. Hon sjösattes den 30 juni 1917, och efter att avslutat konstruktionen togs det nya slagskeppet i bruk i flottan den 24 mars 1919. Kort därefter påbörjade fartyget sina första sjötester och seglade den 13 april till Guantánamobukten på Kuba, innan det återvände till New York. Där gick Brasiliens president Epitácio Pessoa ombord på fartyget för att återvända till Brasilien. Resan inleddes den 6 juli, Idaho nådde Rio de Janeiro den 17 juli, där Pessoa lämnade fartyget och fortsatte till Panamakanalen. Hon seglade till Monterey, Kalifornien, där hon i september anslöt sig till Stillahavsflottan. Flottan genomförde då en rad övningar och höll den 13 september en flottuppvisning för president Woodrow Wilson.
Under de följande fem åren återgick Idaho till fredstidsrutinen med flottövningar, som hölls utanför Nord- och Sydamerikas kust, så långt söderut som till Chile. Fartyget var också närvarande vid en rad olika ceremonier under denna period, bland annat en flottuppvisning för president Warren Harding i Seattle 1923. Fartyget deltog i stora övningar utanför Hawaii 1925 och lämnade Kalifornien den 15 april. Övningarna pågick till den 1 juli, varefter Idaho påbörjade en kryssning till södra Stilla havet. Stopp på resan var bland annat Samoa, Australien och Nya Zeeland. När hon återvände från Hawaii till Kalifornien transporterade hon John Rodgers, som hade misslyckats i sitt försök att flyga ett sjöflygplan från Kalifornien till Hawaii. Fartyget nådde San Francisco den 24 september. Under de följande sex åren var Idaho baserad i San Pedro, där hon fortsatte att genomföra beredskapsövningar och växlade mellan Stilla havet och Karibiska havet.
Den 7 september 1931 seglade hon från San Pedro till Norfolk Navy Yard, där hon fick en större ombyggnad som började efter ankomsten den 30 september. Den långa ombyggnaden avslutades den 9 oktober 1934, och efter att ha genomfört ytterligare tester i Karibien återvände Idaho till San Pedro, dit hon anlände den 17 april 1935. Flottans manövrer ökade i frekvens, särskilt efter att spänningarna började öka med Japan på grund av dess expansionistiska politik i Asien. I mitten av 1940 flyttades Battle Fleet från Kalifornien till Hawaii och Idaho anslöt sig till de andra fartygen den 1 juli. Vid den här tiden hade andra världskriget brutit ut i Europa, vilket gav upphov till slaget om Atlanten. Som svar på detta tog president Franklin D. Roosevelt initiativ till neutralitetspatruller för att skydda amerikansk sjöfart. Den 7 maj 1941 överförde amiral Harold Stark, chefen för marinens operationer, Idaho, hennes systerfartyg Mississippi och New Mexico, hangarfartyget Yorktown, fyra lätta kryssare och två jagarskvadroner till Atlanten för att förstärka neutralitetspatrullerna. Den 6 juni lämnade Idaho Hawaii för att segla till Hampton Roads för att ansluta sig till neutralitetspatrullerna. I september stationerades hon i Hvalfjörður på Island och befann sig där när Japan attackerade Pearl Harbor den 7 december.

### Andra världskriget

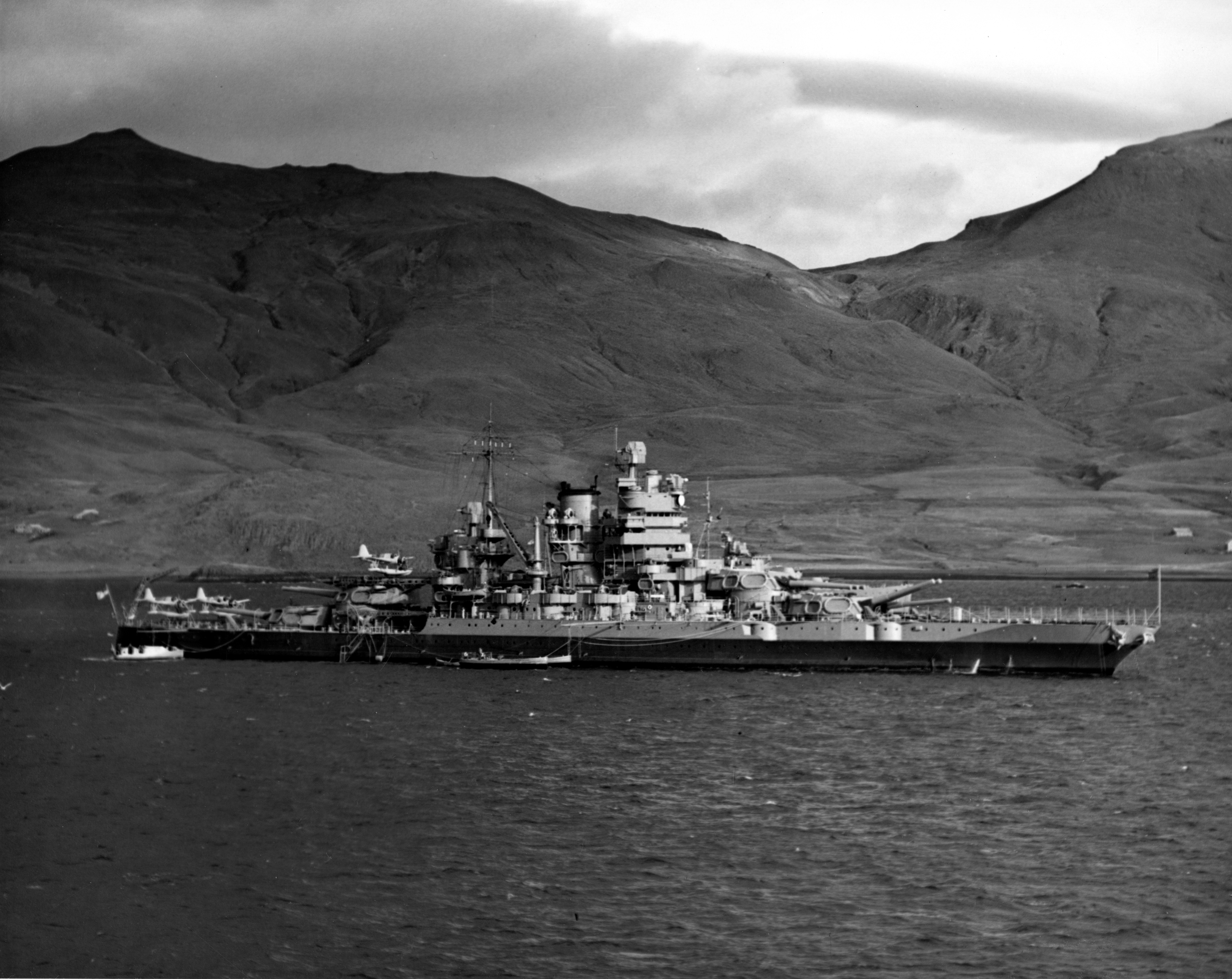
Idaho i Hvalfjörður i oktober 1941

Eftersom USA nu deltog aktivt i andra världskriget lämnade Idaho och Mississippi Island den 9 december för att återförenas med Stillahavsflottan. De stannade i Norfolk innan de passerade Panamakanalen och fortsatte till San Francisco, dit de anlände den 31 januari 1942. Under en stor del av året var Idaho upptagen med träning utanför Kaliforniens kust. I oktober begav sig fartyget till Puget Sound Navy Yard för att ersätta sina slitna 35,6 cm kanoner. Det ursprungliga sekundära batteriet med 12,7 cm/51-kaliberskanoner togs bort eftersom dessa kanoner behövdes för att beväpna handelsfartyg. Ytterligare träning följde fram till april 1943, då hon den 7 april seglade till Aleuterna, där japanska trupper hade ockuperat öarna Attu och Kiska. Idaho fungerade som flaggskepp för eldunderstöds- och patrullstyrkan. Den 11 maj gick den amerikanska arméns styrkor i land på Attu, och Idaho tillhandahöll eldunderstöd för anfallet. Följande månad följde en andra attack på Kiska, men japanerna hade redan övergivit ön i juli. Den 7 september återvände Idaho till San Francisco för att påbörja förberedelserna inför nästa stora amfibieanfall, som flyttade fokus till centrala Stilla havet.
Idaho flyttades till Pearl Harbor och anslöt sig sedan till invasionsflottan den 10 november, vars mål var Gilbertöarna. De anlände till ön Makin den 20 november. Idaho fortsatte i sin roll som eldunderstöd under de följande två veckorna och besköt japanska positioner på Gilbertöarna samt bidrog med sitt luftvärnsbatteri som försvar mot japanska flygattacker. Den 5 december lämnade hon området för Pearl Harbor, där hon förberedde sig för nästa attack, mot Marshallöarna. Den 31 januari 1944 anlände Idaho och resten av flottan till Kwajalein för att påbörja det förberedande bombardemanget. Hon fortsatte att beskjuta de japanska styrkorna fram till den 5 februari, då marinkåren hade tagit kontroll över den lilla ön från dess japanska garnison. Idaho fyllde på bränsle och ammunition vid Majuro innan hon återvände för att beskjuta japanska positioner på andra platser i ögruppen innan hon begav sig till Kavieng, New Ireland för att genomföra ett avledande bombardemang den 20 mars.
Den 25 mars anlände Idaho till Nya Hebriderna och fortsatte sedan till Australien för en kortare vistelse. Hon återvände till Kwajalein den 8 juni, där hon anslöt sig till en grupp eskorthangarfartyg för invasionen av Marianerna. Idaho inledde det förberedande bombardemanget av Saipan den 14 juni, och anfallet ägde rum dagen därpå. Idaho förflyttades sedan till Guam, där hon också besköt japanska positioner. Under slaget om Filippinska sjön den 19-20 juni stannade Idaho kvar hos invasionsflottan och skyddade trupptransportfartyg och transportfartyg. Hon begav sig till Enewetok i Marshallöarna för att fylla på sina ammunitionslager från den 28 juni till den 9 juli, innan hon återvände till Guam den 12 juli. Hon besköt ön i åtta dagar innan marktrupper gick i land den 21 juli. Fartyget fortsatte att stödja de amerikanska styrkorna i land fram till den 2 augusti, då hon återvände till Enewetok för att fylla på med ytterligare förnödenheter. Därifrån seglade Idaho till Espiritu Santo, där hon den 15 augusti placerades i en flytande torrdocka för reparationer.

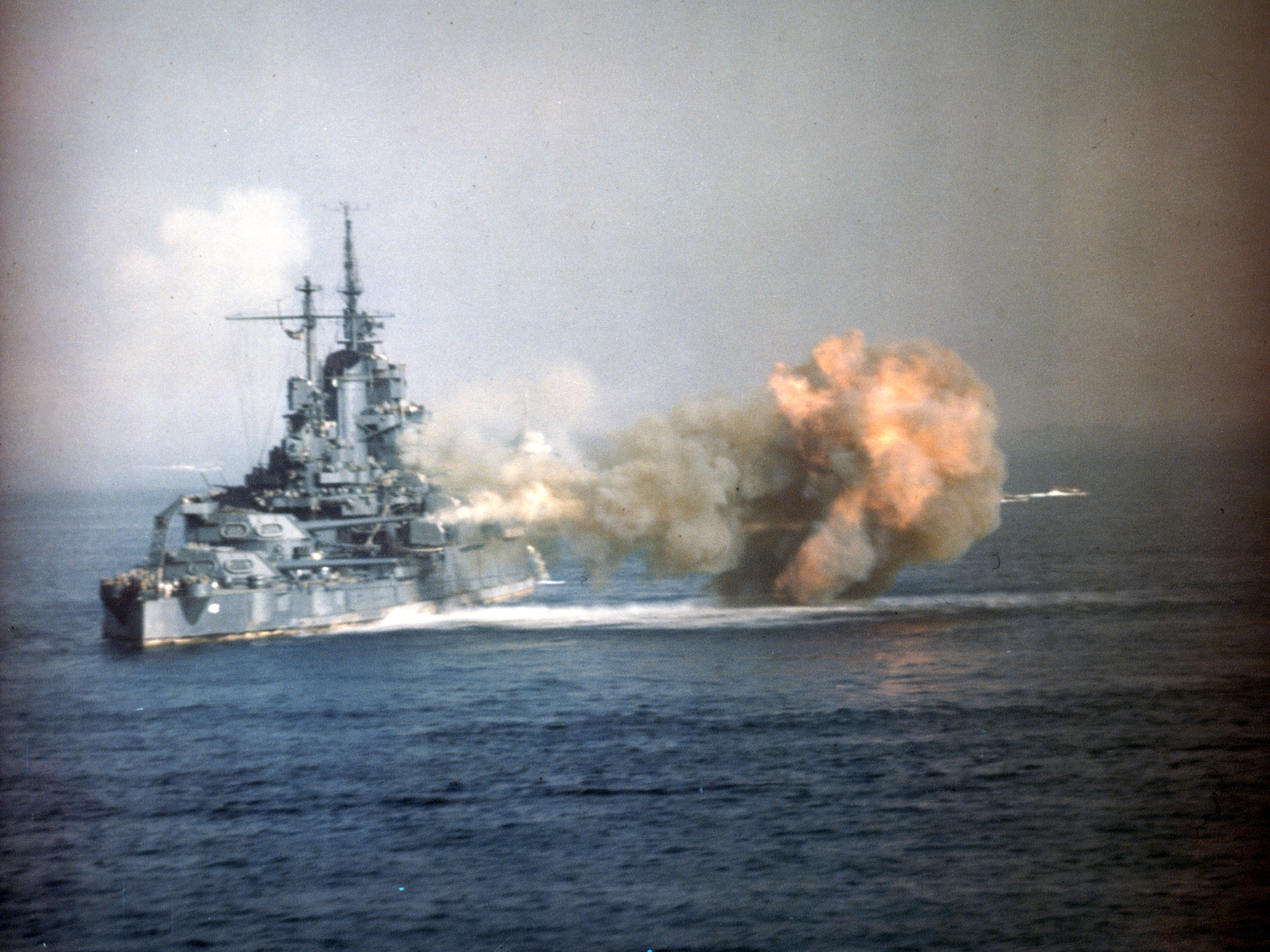
Idaho beskjuter Okinawa 1945

I början av september begav sig Idaho till Guadalcanal, där hon deltog i övningar för amfibieanfall. Den 12 september seglade hon till Peleliu och deltog i det förberedande bombardemanget av ön. I det efterföljande slaget om Peleliu tillfogade de nedgrävda japanska försvararna de anfallande amerikanska marinsoldaterna stora förluster, medan Idaho gav artilleristöd fram till den 24 september, då hon drog sig tillbaka för en översyn. Hon skickades till Manus och sedan till Bremerton, Washington, dit hon anlände den 22 oktober. Under ombyggnaden ersattes kanonerna på kaliber 12,7 cm/25 med tio 12,7 cm/38 kanoner i slutna enkelfästen; hon var det enda fartyget i sin klass som fick denna modifiering. Installationen av dessa kanoner krävde att den sista av de gamla 12,7 cm/51 kanonerna togs bort, eftersom de nya vapnen krävde kontinuerliga ammunitionshissar. Efter att ha slutfört arbetet genomförde hon övningar utanför Kalifornien. Den 28 januari 1945 lämnade Idaho San Diego för att segla till Pearl Harbor. Där anslöt hon sig till eldunderstödsgruppen som fortsatte till Marianerna och den 14 februari begav hon sig norrut till Iwo Jima, målet för nästa stora amfibieanfall. Fartyget besköt de japanska försvararna den 19 februari när marinsoldaterna gick i land. Idaho stannade där i nästan en månad innan fartyget drog sig tillbaka den 7 mars för att bunkra på Ulithi.
Den 21 mars placerades Idaho i Styrka 54 under befäl av konteramiral Morton Deyo, som flaggskepp för Bombardemangsenhet 4 inför slaget om Okinawa. Hon började beskjuta Okinawa den 25 mars och landstigningarna inleddes den 1 april. Slaget markerade höjdpunkten för kamikazeattackerna från de alltmer desperata japanska försvararna. Idaho sköt ner fem kamikazeplan i ett massanfall den 12 april, men i gengäld orsakade en nära miss skada på hennes babords torpedskott. Tillfälliga reparationer utfördes utanför Okinawa, och den 20 april seglade hon till Guam, dit hon anlände den 25 april. Permanenta reparationer slutfördes snabbt, vilket gjorde att fartyget kunde återvända till Okinawa den 22 maj, där det återupptog sitt arbete med att ge eldunderstöd. Hon opererade utanför Okinawa till den 20 juni innan hon seglade till Filippinerna. Där genomförde hon utbildningsinsatser i Leytebukten tills Japan gick med på att kapitulera den 15 augusti. Idaho var ett av de fartyg som gick in i Tokyobukten den 27 augusti med ockupationstrupper ombord. Hon var närvarande vid undertecknandet av kapitulationsdokumenten den 2 september. Fartyget lämnade japanska vatten den 6 september för att segla till USA:s östkust. Hon anlände till Norfolk den 16 oktober och togs ur tjänst där den 3 juli 1946. Hon förblev i reserv i ett och ett halvt år innan hon såldes för skrotning den 24 november 1947 till Lipsett, Inc. i New York.